# Liste der Landschaftlich Schönen Orte in der Präfektur Tōkyō

Lage der Präfektur Tōkyō (rot)

Diese Liste der Landschaftlich Schönen Orte in der Präfektur Tōkyō umfasst Kulturgüter der Art Landschaftlich Schöner Ort und Besonderer Landschaftlich Schöner Ort, die in der japanischen Präfektur Tōkyō liegen. Diese können auf nationaler Ebene durch den Minister für Bildung, Kultur, Sport, Wissenschaft und Technologie oder den Leiter des Amtes für kulturelle Angelegenheiten ausgewiesen werden, sowie auf Präfektur- oder Gemeindeebene. Neben den ausgewiesenen gibt es noch registrierte Landschaftlich Schöne Orte, die begrenztere Unterstützung und Schutz erhalten. Der Schutz und Erhalt der Stätten ist nach dem 1950 in Kraft getretenen Kulturgutschutzgesetz geregelt, welches das „Gesetz zum Erhalt historischer und landschaftlich schöner Stätten und Naturdenkmäler“ (史蹟名勝天然紀念物保存法 Shiseki meishō tennenkinenbutsu hozonhō) von 1919 ablöste.

## Auszeichnungskriterien
Mögliche Auszeichnungskriterien für Landschaftlich Schöne Orte sind:
1. Parks und Gärten
2. Brücken und Dämme
3. Blühende Bäume, blühende Wiesen, Laubfärbung im Herbst, grüne Bäume und andere Orte mit dichtem Bewuchs
4. Orte mit Vögeln, Wildtieren, Fischen, Insekten und anderem
5. Felsen und Höhlen
6. Schluchten, Wasserfälle, Gebirgsbäche, Abgründe
7. Seen, Sümpfe, Feuchtgebiete, schwimmende Inseln, Quellen
8. Sanddünen, Nehrungen, Küsten, Inseln
9. Vulkane, Onsen
10. Berge, Hügel, Hoch- und Tiefebenen, Flüsse
11. Aussichtspunkte

## Legende
- Denkmal: Name des Landschaftlich Schönen Ortes; darunter steht die japanische Bezeichnung
- Lage: Lage des Ortes sowie Koordinaten
- Beschreibung und Anmerkungen: Kurze Beschreibung des Ortes sowie eventuelle Anmerkungen zu weiteren Ausweisungen
- Ausweisungs-/Registrierungsdatum: Datum der Ausweisung bzw. Registrierung als Landschaftlich Schöner Ort und zusätzlich bei Besonderen Landschaftlich Schönen Orten in Klammern das Ausweisungsdatum als solcher
- Typ: Nummer des Auszeichnungskriteriums oder der Auszeichnungskriterien
- Links: Weblink zum Landschaftlich Schönen Ort in der Datenbank der Nationalen Kulturgüter Japans sowie auf den Wikidata-Eintrag (Symbol: )
- Bild: Repräsentatives Bild des Landschaftlich Schönen Ortes und gegebenenfalls einen Link zu weiteren Fotos des Kulturdenkmals im Medienarchiv Wikimedia Commons

## National ausgewiesene Landschaftlich Schöne Orte
Stand August 2022 wurden vierzehn Orte auf nationaler Ebene ausgewiesen, einschließlich drei Besonderen Landschaftlich Schönen Orten, die im Folgenden mit Sternchen (*) markiert sind.
| Denkmal | Lage                                            | Beschreibung und Anmerkungen | Ausweisungsdatum              | Typ  | Links | Bild                    |
| --- | ----------------------------------------------- | --- | ----------------------------- | ---- | ----- | ----------------------- |
| Koishikawa Kōrakuen* 小石川後楽園 Koishikawa Kōraku-en                                                                       | Bunkyō (Karte)                                  | Park im Tokioter Stadtteil Kōraku von Bunkyō, der aus dem Garten der früheren Stadtresidenz des Mito-han hervorgegangen ist. Der Park ist auch als Besondere Historische Stätte ausgewiesen. | 7. März 1923 (29. März 1952)  | 1    |       | weitere Bilder          |
| Koganei-Park 小金井（サクラ） Koganei (sakura)                                                                               | Koganei, Kodaira, Nishitōkyō, Musashino (Karte) | Großflächiger Stadtpark in Tokio, der mit seinen vielen Kirschbäumen ein beliebter Ort für Hanami ist und zu einem der 100 besten Kirschblütenorte Japans gewählt wurde. | 9. Dez. 1924                  | 3    |       | weitere Bilder          |
| Rikugi-en* 六義園 Rikugi-en                                                                                                  | Bunkyō (Karte)                                  | Japanischer Wandelgarten aus der Edo-Zeit. In der Mitte befindet sich ein Teich, auf dem eine zentrale Insel platziert ist. Yanagisawa Yoshiyasu erhielt das Gebiet 1695 von Shōgun Tokugawa Tsunayoshi und legte dort bis 1705 eine Nebenresidenz und den Garten an. Der Name Rikugi geht auf die sechs Grundsätze der chinesischen Dichtkunst zurück. | 30. Aug. 1940 (21. März 1953) | 1    |       | weitere Bilder          |
| Hamarikyū-Park* 旧浜離宮庭園 Kyū-Hama Rikyū teien                                                                            | Chūō (Karte)                                    | An der Bucht von Tokio gelegen sind die Teiche mit dieser verbunden und nehmen somit an Ebbe und Flut teil. Die Anlage des Parks mit ihren Teichen und Teehäusern ist trotz vieler Zerstörungen von Einzelbauten ein wichtiges Beispiel der Kultur der Edo-Zeit. Er war ursprünglich eine Falknerei des Tokugawa-Shogunats. Der Park ist ebenfalls eine Besondere Historische Stätte.                                                                          | 18. Dez. 1948 (22. Nov 1952)  | 1    |       | weitere Bilder          |
| Mukōjima Hyakkaen 向島百花園 Mukōjima Hyakka-en                                                                              | Sumida (Karte)                                  | Auch als Historische Stätte ausgewiesen. Der Garten bestand ursprünglich vor allem aus Pflaumenbäumen. Später wurden auch Teiche, Gartenwege, Gebäude und mehr als 30 Steindenkmäler angelegt. 1945 wurden die Gebäude durch einen Brand zerstört, doch die landschaftliche Gestaltung aus der Edo-Zeit ist noch erhalten. | 13. Okt. 1978                 | 1, 8 |       | weitere Bilder          |
| Shibarikyū-Park 旧芝離宮庭園 Kyū-Shiba Rikyū teien                                                                           | Minato (Karte)                                  | Der aus der Edo-Zeit stammende, relativ kleine Park liegt im Bezirk Minato. Er umschließt einen großen Teich in dem sich mehrere Inseln befinden. In der Mitte quert eine Brücke den Teich über die mittlere Insel Nakajima. | 25. Juni 1979                 | 1    |       | weitere Bilder          |
| Furukawa-Garten 旧古河氏庭園 Kyū-Fukagawa-shi teien                                                                          | Kita (Karte)                                    | Der Garten im Tokioter Bezirk Kita gehört zur Villa von Furukawa Toranosuke (1887–1940). Er befindet sich im Südosten des Berges Asuka. Das Hauptgebäude im westlichen Stil und der umliegende Garten wurden von dem britischen Architekten Josiah Conder im westlichen Stil mit Blumenrabatten und Buchsbaumeinfassungen entworfen und 1917 fertiggestellt. Ein größerer, tieferliegender japanischer Garten wurde von Hand angelegt und 1919 fertiggestellt. | 26. Jan. 2006                 | 1    |       | weitere Bilder          |
| Ehemaliger Garten von Asakura Fumio 旧朝倉文夫氏庭園 Kyū-Asakura Fumio-shi teien                                             | Taitō (Karte)                                   | Garten im heutigen Asakura Skulpturen-Museum, welches Skulpturen des japanischen Bildhauers Asakura Fumio zeigt. Die meisten der bestehenden Gebäude sind Erweiterungen und Renovierungen aus dem Jahr 1935. | 28. März 2008                 | 1    |       | weitere Bilder          |
| Denpō-in Garten 伝法院庭園 Denpō-in teien                                                                                    | Taitō (Karte)                                   | Der Garten im Bezirk Taitō hat eine Fläche von 16402,52 m². Er beinhaltet zwei Teiche an der West- und Nordseite der Gebäudegruppe. | 21. Sep. 2011                 | 1    |       |                         |
| Tonogayato-Garten 殿ヶ谷戸庭園（随冝園） Tonogayato-teien (Zuigi-en)                                                         | Kokubunji (Karte)                               | Der nahe des Bahnhof Kokubunji gelegene Garten hat eine Fläche von 17573,96 m². Seine landschaftliche Schönheit entsteht durch die Topographie der ihn umgebenden Klippen, dem Quellwasser sowie dem Dickicht aus japanischen Rotkiefern, Japanischen Kastanien-Eiche und anderen für Musashino repräsentativen Bäumen. | 21. Sep. 2011                 | 1    |       | weitere Bilder          |
| Koishikawa Botanischer Garten 小石川植物園（御薬園跡及び養生所跡） Koishikawa shokubutsu-en (Oyaku-en ato oyboi Yōjōsho ato) | Bunkyō (Karte)                                  | Der Garten begann als Kräutergarten des Shogunats im 17. Jahrhundert. 1873 wurde er zum ersten botanischen Garten Japans und ist heute an die Universität Tokio angeschlossen. Er ist auch als eine Historische Stätte ausgewiesen. | 19. Sep. 2012                 | 1    |       | weitere Bilder          |
| Kaitokukan-Garten 徳館庭園 (旧加賀藩主前田氏本郷本邸庭園) Kaitokukan-teien (kyū-Kaga-han-shu Maeda-shi hongō hontei teien)   | Bunkyō (Karte)                                  | Der Garten im japanischen Stil aus der Meiji-Zeit mit einer Fläche von 11269,83 m² liegt auf dem Campus der Universität Tokio. | 10. März 2015                 | 1    |       | Der Garten im Jahr 1911 |
| Ehemaliger Wohnsitz und Garten von Yokoyama Taikan 横山大観旧宅及び庭園 Yokoyama-Taikan-Kyū-Taku-Oyobi-Teien                 | Taitō (Karte)                                   | Der Ort umfasst Haus, Atelier und Garten des Malers Yokoyama Taikan (1868–1958). Er ist ebenfalls als Historische Stätte ausgewiesen. | 9. Feb. 2017                  | 1, 8 |       | weitere Bilder          |
| Tetsugakudō-Park 哲学堂公園 Tetsugakudō-kōen                                                                                 | Nakano, Shinjuku (Karte)                        | Am linken Ufer des Myōshōji-Flusses gelegen, einem Nebenfluss des Kanda. Er wurde sukzessive in den Jahren 1904 bis 1919 von dem Philosophen und Gründer der Toyo-Universität, Inoue Enryō, geschaffen. | 10. März 2020                 | 1    |       | weitere Bilder          |

## Auf Präfekturebene ausgewiesene Landschaftlich Schöne Orte
Stand August 2022 wurden zwölf Orte auf Präfekturebene zum Landschaftlich Schönen Ort ernannt.
| Denkmal                                                                                             | Lage                 | Beschreibung und Anmerkungen | Ausweisungsdatum | Typ | Links | Bild            |
| --------------------------------------------------------------------------------------------------- | -------------------- | --- | ---------------- | --- | ----- | --------------- |
| Kiyosumi-Park 清澄庭園 Kiyosumi-Teien                                                               | Kōtō (Karte)         | Japanischer Wandelgarten im Tokioter Bezirk Kōtō, der einen Teich beinhaltet, der früher mit dem Sumida-Fluss verbunden war. | 31. März 1979    |     |       | weitere Bilder  |
| Yasuda-Garten 旧安田庭園 Kyū-Yasuda-Teien                                                           | Sumida (Karte)       | Japanischer Wandelgarten im Tokioter Bezirk Sumida. Die Gartenanlage gehört zur Villa von Yasuda Zenjirō, einem Unternehmer der Meiji- und Taishō-Zeit. | 18. März 1996    |     |       | weitere Bilder  |
| Ehemaliger Residenzgarten von Kusuo Yasuda 旧安田楠雄邸庭園 Kyū-Yasuda-Kusuo-Tei-Teien              | Bunkyō (Karte)       | Der ehemalige Residenzgarten von Kusuo Yasuda ist Eigentum des Japan National Trust. | 13. März 1998    |     |       | Bild gesucht BW |
| Yakushiike-Park 福王寺旧園地(薬師池公園) Fukuōji-kyū-enchi (Yakushi-ike-kōen)                       | Machida (Karte)      | In einem Tal am rechten Ufer des Tsurumi-Flusses gelegen. Der enthaltene Teich (Yakushi-ike), der auf etwa 60 m über dem Meeresspiegel liegt und eine Fläche von etwa 8000 m² hat, soll im 17. Jahrhundert entstanden sein.                                                       | 13. März 1998    |     |       | weitere Bilder  |
| Masugata-Teichquellgruppe 真姿の池湧水群 Masugata-no-ike yūsuigun                                   | Kokubunji (Karte)    | In der Umgebung des Teiches wachsen viele Bäume wie Japanische Zelkoven, Tschonoskis Hainbuchen, Japanische Zedern und Quercus serrata. | 13. März 1998    |     |       |                 |
| Todoriki-Tal 等々力渓谷 Todoriki-Keikoku                                                            | Setagaya (Karte)     | Das einzige Tal in Tokios 23 Bezirken, das durch die starke Erosion des Yazawa-Flusses entstanden ist. Es hat eine Tiefe von etwa 10 m und ist dicht mit Bäumen wie Japanische Zelkoven, Japanische Weißeichen, Quercus serrata, Cerasus jamasakura und Fächer-Ahornen bewachsen. | 13. März 1999    |     |       |                 |
| Okumitake-Keienchi 奥御岳景園地 Oku-Mitake-Keienchi                                                 | Ōme, Akiruno (Karte) | Dieser Landschaftsgarten von Okumitake ist einer von 37, die 1935 ausgewiesen wurden. Landschaftsgestaltungstechniken sind in den Trittsteinen am Wasser entlang und den Steintreppen zu sehen.                                                                                   | 6. März 2000     |     |       |                 |
| Unazawa no Yontaki („Vier Wasserfälle von Unazawa“) 海沢の四滝 Unazawa no Yon-Taki                  | Okutama (Karte)      | Das Unazawa-Tal, das an der Nordseite des Ōdake-san (1266,9 m) liegt, weist mehrere Wasserfälle auf, darunter beispielsweise den Mitsugama-taki, einen dreistufigen Wasserfall mit einer Fallhöhe von 18,3 m (siehe Bild).                                                        | 6. März 2000     |     |       |                 |
| Mitō-Wasserfall 三頭大滝 Mitō-Ōtaki                                                                 | Hinohara (Karte)     | Wasserfall am Osthang des Berges Mitō-san (1531 m) und ist auch als Minbu no Taki (民部の滝) bekannt. Er liegt auf einer Höhe von 1098 m am Mitō-Bach (三頭沢). Das Gebiet um den Wasserfall weist einen der größten natürlichen Buchenwälder Tokios auf.                         | 6. März 2000     |     |       |                 |
| Daikyō-ji Suikei-en 題経寺邃渓園 Daikyōji suikeien                                                  | Katsushika (Karte)   | Tempelgarten mit einer Fläche von etwa 2000 m², der östlich der Bezirke des Daikyōji-Tempels liegt. | 11. März 2016    |     |       |                 |
| Senzokuike-Park 洗足池 Senzoku-ike-kōen                                                             | Ōta (Karte)          | Park im Tokioter Bezirk Ōta mit einem 4,1 Hektar großen Süßwasserteich. Er ist als Ort für Kirschblüten und Herbstlaubfärbung bekannt. | 15. März 2019    |     |       | weitere Bilder  |
| Makino Memorial Garden 牧野記念庭園（牧野富太郎宅跡） Makino kinen teien (Makino Tomitarō taku ato) | Nerima (Karte)       | Der Botaniker Makino Tomitarō (1862–1957) legte diesen Garten 1958 an. In ihm befindet sich auch seine Residenz. Der Garten ist ebenfalls ein auf nationaler Ebene registrierter Landschaftlich Schöner Ort und eine registrierte Historische Stätte.                             | 16. März 2020    |     |       | weitere Bilder  |

## Auf Gemeindeebene ausgewiesene Landschaftlich Schöne Orte
Stand 1. Mai 2020 wurden drei Landschaftlich Schöne Orte auf Gemeindeebene ernannt.

## Registrierte Landschaftlich Schöne Orte
Stand August 2022 sind in der Präfektur Tokio drei Orte auf nationaler Ebene als Landschaftlich Schöne Orte registriert (im Gegensatz zu ausgewiesen). Registrierte Denkmäler befinden sich in einem separaten System und erhalten begrenztere Unterstützung und Schutz als ausgewiesene.
| Denkmal                                                                                             | Lage           | Beschreibung und Anmerkungen | Registrierungsdatum | Typ | Links | Bild            |
| --------------------------------------------------------------------------------------------------- | -------------- | --- | ------------------- | --- | ----- | --------------- |
| Makino Memorial Garden 牧野記念庭園（牧野富太郎宅跡） Makino-Kinen-Teien (Makino-Tomitarō-Taku-Ato) | Nerima (Karte) | Der Botaniker Makino Tomitarō (1862–1957) legte diesen Garten 1958 an. In ihm befindet sich auch seine Residenz. Der Garten ist ebenfalls eine registrierte Historische Stätte und ein auf Präfekturebene ausgewiesener Landschaftlich Schöner Ort. | 12. Feb. 2009       |     |       | weitere Bilder  |
| Gärten des Nationalmuseums für westliche Kunst 国立西洋美術館園地 Kokuritsu-Seiyō-Bijutsukan-Enchi  | Taitō (Karte)  | Vorgarten und Garten des Museums wurden nach dem Konzept des französischen Architekten Le Corbusier gestaltet. | 23. Juli 2009       | 1   |       | weitere Bilder  |
| Teehausgarten der Kikuchi-Familie 菊池氏茶室（礀(石偏に間)居）庭園 Kikuchi-Shi-Chashitsu Teien      | Minato (Karte) | Horiguchi Sutemi (1895–1984) entwarf den Garten zusammen mit dem Gebäude. Der Garten hat eine Fläche von 4026,36 m². | 9. Feb. 2017        |     |       | Bild gesucht BW |